# Jamal Anene
Jamal Anene (* 24. Juli 1987 in San Angelo) ist ein ehemaliger US-amerikanisch-deutscher Basketballspieler.

## Werdegang
Anene wuchs in Kaiserslautern auf, war bis 2005 Schüler an der in der Stadt gelegenen amerikanischen Schule und trieb neben Basketball in der Leichtathletik auch Mittelstreckenlauf.
Ab 2005 studierte er an der Angelo State University im US-Bundesstaat Texas. Der zwei Meter große Flügelspieler gehörte bis 2009 der Basketball-Hochschulmannschaft an. 2009/10 spielte er Basketball für die auch in Texas gelegene McMurry University. Anene war ebenfalls Leichtathlet auf Hochschulebene.
Er kehrte nach Deutschland zurück, stand ab Herbst 2010 beim USC Freiburg in der 2. Bundesliga ProA unter Vertrag. Anene trug die Farben der Breisgauer während des Spieljahres 2010/11 in 16 Begegnungen (1,4 Punkte, 1,9 Rebounds/Spiel). Im Sommer 2011 wechselte er zu den Wiha Panthers Schwenningen in die 1. Regionalliga. Für Schwenningen bestritt Anene in der Spielzeit 2011/12 13 Regionalliga-Einsätze (12 Punkte/Spiel).
Von 2014 bis 2016 hatte er in Texas das Amt des Basketballtrainers an der Nueces Canyon Junior High & High School inne. Ab 2016 war er Trainer an der Ballinger High School (ebenfalls in Texas). 2020 verließ er die Schule und wurde im selben US-Bundesstaat Assistenztrainer der Basketballmannschaft der Central High School in der Stadt San Angelo.